# ميجا مان ليجندز
ميجا مان ليجندز (بالإنجليزية:Mega Man Legends) (باليابانية:ロックマンDASH 鋼の冒険心) ، هي لعبة إلكترونية من نوع مغامرات والهجوم المسلح على الأليين، أنتجت من قبل شركة كابكوم سنة 1997 ، وتعد هذه اللعبة من أقوى ألعاب كابكوم في القرن العشرين، وتلعب هذه اللعبة للفرد الواحد، وتعمل لنظام بلاي ستيشن 1 ، وكما تعمل لنظام مايكروسوفت ويندوز ونينتندو 64 .

## وصلات خارجية
- ميجا مان ليجندز على موقع IMDb (الإنجليزية)

- Rockman Dash official website (N64) (باليابانية)
- Rockman Dash official website (PSP) (باليابانية)
- Mega Man Legends at موبي جيمز